# Elisabeth Ruttkay
Elisabeth Ruttkay o Erzsébet Kiss (Pécs, Regne d'Hongria, 18 de juny de 1926 - Viena, Àustria, 25 de febrer de 2009) va ser una ciutadana austríaca d'origen hongarès, arqueòloga especialitzada en estudis de la nova Edat de Pedra i l'edat del bronze a Àustria. Va ser la guanyadora del premi de promoció de la Baixa Àustria i de la Creu d’Honor d’Àustria per la Ciència i l’Art.

## Primers anys
Erzsébet Kiss (nom original) va néixer el 18 de juny de 1926 a Pécs, Regne d'Hongria. Kiss es va casar amb Zoltan von Ruttkay el 1943 a l'edat de 17 anys i es va graduar de l'escola secundària l'any següent. Va estudiar llengua i literatura hongaresa a la Universitat Catòlica Pázmány Péter i, més tard, a la Universitat Eötvös Loránd de Budapest, obtenint el diploma.

## Trajectòria
Després de graduar-se, Ruttkay va anar a treballar a la Universitat Pázmány Péter amb el professor Miklós Zsiray a l'Institut de Llengües ugrofineses de la universitat, fins a la mort de Zsiray al 1955. L'any següent, ella i el seu marit van deixar Hongria i es van traslladar a Àustria, on va passar dos anys com a directora al Gymnasium hongarès d'Innsbruck. Al 1958 va reprendre els seus estudis amb el professor Richard Pittioni a la Universitat de Viena, estudiant prehistòria, protohistòria i història de l'art. Després de la seva matriculació, Ruttkay va sol·licitar la ciutadania austríaca i es va naturalitzar al 1961. L'any següent va començar a treballar al Museu Nacional de Burgenland a Eisenstadt, on va romandre durant sis anys.
Al 1968, Ruttkay va anar a treballar al Museu d'Història Natural de Viena, inicialment inventant i envasant artefactes per al Departament de Prehistòria. Al 1970, va iniciar investigacions arqueològiques a Jennyberg prop de Mödling, centrant-se en el desenvolupament neolític d'Europa central. Aquell mateix any, va escriure un informe sobre una comunitat minera de Chert de la Nova Edat de Pedra a Antonshöhe, a prop de Mauer, que va ser un dels primers complexos industrials de la Baixa Àustria i l'única mina de fustes profunds coneguda al país del període. A principis de la dècada de 1970, Ruttkay va iniciar excavacions a Prellenkirchen, cosa que va despertar l'interès per una avaluació sistemàtica de la cultura de la ceràmica de bandes d'Àustria (en alemany: Linearbandkeramik Kulture (LBK)). Va encunyar el terme "Vornotenkopfkeramik" (en català: Abans de la ceràmica de notes musicals) al 1976, per referir-se als grups LBK més antics coneguts a Àustria, i es referia als terrissaires que utilitzaven una decoració lineal simple, temperant els tests amb matèria vegetal.
Completant el seu doctorat en filosofia al 1979, amb una dissertació de Das Neolithikum mit bemalter Keramik in Österreich. Eine chronologisch – kulturhistorische Untersuchung (en català: La ceràmica pintada del Neolític a Àustria. Un estudi cronològic-cultural-històric, 1978) de la Universitat de Viena, Ruttkay va continuar la seva investigació sobre una línia temporal per a les cultures prehistòriques austríaques. Els seus estudis van incloure nombrosos grups culturals, com ara el grup de ceràmica pintada de Moràvia-Àustria Oriental (en alemany: Mährisch-Ostösterreichische Gruppe der Bemaltkeramik (MOG)) al 1979, el Grup de Moràvia-Àustria Baalberger (en alemany: Mährisch-Österreichische Baalberger Gruppe) al 1979 i novament al 1989, i el grup Attersee de l'edat del bronze (en alemany: Bronzezeitliche Attersee-Gruppe) del 1981, entre d'altres. El grup de la cultura d'Attersee i Mondsee vivien a la vora del llac de l'Alta Àustria i la seva ceràmica es caracteritzava per dissenys d'arcs, línies i bandes de xebró, discos solars i triangles. L'estudi de Ruttkay sobre Mondsee va ser un dels treballs més rellevants sobre la cultura i va establir una cronologia encara en ús, que posteriorment es va confirmar amb la datació per radiocarboni.
Al 1982, el marit de Ruttkay va morir després d'una llarga malaltia. L'any següent va ser nomenada consellera superior del Departament de Prehistòria, convertint-se en la directora de la biblioteca del museu. Al 1983, Ruttkay es va casar amb el filòsof Tibor Hanák, un dels principals editors de Radio Free Europe, que coneixia des dels seus dies d'ensenyament a Innsbruck. Durant el seu mandat com a directora de biblioteca, entre 4000 i 5000 llibres nous es van afegir a la col·lecció sobre temes prehistòrics. Es va retirar del departament al 1991, però va continuar la seva investigació, completant l'anàlisi de la fase de Wachberg (en alemany: Fazies Wachberg) al 1995 i de la fase de Neusiedl (en alemany: Fazies Neusiedl) durant el 2002. Fins a la seva mort, va continuar publicant treballs sobre el desenvolupament cultural austríac.

## Mort i llegat

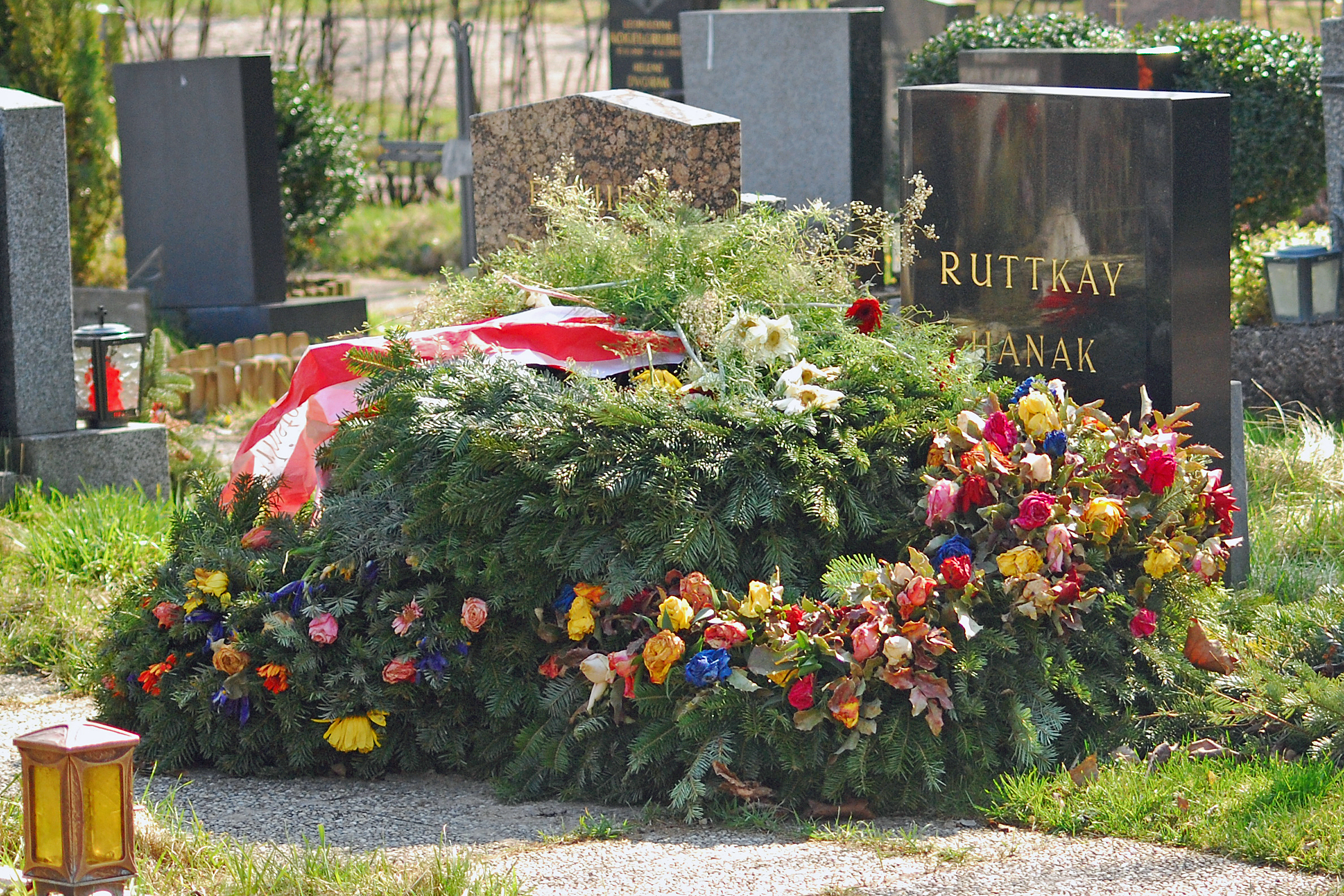
Tomba d'Elisabeth Ruttkay al Feuerhalle Simmering, Viena

El professor de Prehistòria Johannes-Wolfgang Neugebauer va batejar a Ruttkay com la "gran dama de la investigació neolítica austríaca". Les seves contribucions a l'estudi de l'època neolítica austríaca van ser reconegudes per nombrosos premis, entre els quals es va rebre el premi de promoció de la Baixa Àustria (en alemany: Förderungspreis Niederösterreichs), que reconeix les contribucions al desenvolupament de la Baixa Àustria, el 1987 i la recepció de la Creu d’honor austríaca per a la Ciència i l'Art l'any següent. Ruttkay va morir el 25 de febrer de 2009 a Viena i va ser incinerada a Feuerhalle Simmering, on també estan enterrades les seves cendres.